# Каснер, Рудольф
Рудольф Каснер (нем. Rudolf Kassner, 11 ноября 1873, Гросс-Павловиц, Моравия, тогда Австро-Венгрия — 1 апреля 1959, кантон Вале, Швейцария) — австрийский писатель

, философ

 культуры, мыслитель-эссеист, переводчик греческой философии, английской, французской и русской словесности.

## Биография
Родители — выходцы из Силезии: отец — чешского, мать — немецкого происхождения. Вырос в маленьком провинциальном городе, воспитывался дома, часто и подолгу жил в деревне. С детства страдал полиомиелитом, последствия которого перебарывал волей и творчеством. Университетское образование (филология, философия) получил в Вене и Берлине, среди его преподавателей были Моммзен, Трейчке, Гарнак. Защитил диссертацию об образе Вечного Жида в мировой поэзии (1897). Много путешествовал (Великобритания, Франция, Германия, Испания, Италия, Северная Африка, Индия, Бирма, Египет, Россия — не только Москва и Петербург, но и Крым, Кавказ, Средняя Азия). Входил в избранные артистические круги Мюнхена, Вены, Берлина, Парижа. Был знаком с Ф. Ведекиндом, А. Жидом, П. Валери, Метерлинком, Т. С. Элиотом, А. Эйнштейном, Г. Зиммелем, Г. Гауптманом, С. Цвейгом, Д. Мережковским, дружил с Гофмансталем (с 1902) и Рильке (с 1907).
В годы нацизма и Второй мировой войны жил и работал в изоляции (его жена была еврейкой, и публиковаться ему в 1933 году запретили). С помощью друзей жене удалось перебраться в Швейцарию, куда в 1945 году переехал он сам и где прожил оставшиеся годы.

## Творчество и признание
Сам Каснер делил им написанное на три периода: «эстетический» (1900—1908), «физиогномический» (1908—1938), «автобиографический и мета-политический» (после 1938-го). В целом его мысль движется в русле «философии жизни». Его идеи и книги высоко ценили Зиммель, Вальтер Беньямин, Дьёрдь Лукач (в ранний период), Томас Манн и многие другие. Гофмансталь и Рильке считали Каснера крупнейшим философом культуры; Рильке посвятил ему восьмую из своих «Дуинских элегий».
Каснер был удостоен премии Готфрида Келлера (1949), Большой государственной премии Австрии по литературе (1953), мемориальной премии Шиллера (1955).
Кроме собственных сочинений, в которые входит и гигантская переписка, Каснеру принадлежат переводы Платона, Аристотеля, Л. Стерна, А. Пушкина, Н. Гоголя, Л. Толстого, Ф. Достоевского, А. Жида.

## Произведения
- Der ewige Jude in der Dichtung (1897)
- Der Tod und die Maske: Gleichnisse (1902)
- Motive: Essays (1906)
- Melancholia: eine Trilogie des Geistes (1908)
- Der Dilettantismus (1910)
- Von den Elementen der menschlichen Groesse (1911)
- Der indische Gedanke (1913)
- Die Chimäre (1914)
- Zahl und Gesicht: nebst einer Einleitung: Der Umriss einer Universalen Physiognomik (1919)
- Die Grundlagen der Physiognomik (1922)
- Die Mythen der Seele (1927)
- Narciss: oder Mythos und Einbildungskraft (1928)
- Physiognomik (1932)
- Transfiguration (1946)
- Die zweite Fahrt (1946, автобиография)
- Das neunzehnte Jahrhundert. Ausdruck und Grösse (1947)
- Das inwendige Reich: Versuch einer Physiognomik der Ideen (1953)
- Das Antlitz des Deutschen in fünf Jahrhunderten deutscher Malerei (1954)
- Buch der Erinnerung (1954, воспоминания)
- Geistige Welten (1958)

## Собрание сочинений
- Sämtliche Werke, Bände I—X/ Ernst Zinn, Klaus E. Bohnenkamp (Eds). Pfüllingen: Günther Neske, 1969—1991